# Eslamschahr (Verwaltungsbezirk)
Eslamschahr (persisch شهرستان اسلامشهر) ist ein Schahrestan in der Provinz Teheran im Iran. Er enthält die Stadt Eslamschahr, welche die Hauptstadt des Kreises ist.

## Demografie
Bei der Volkszählung 2016 betrug die Einwohnerzahl des Kreises 548.620. Die Alphabetisierung lag bei 90,2 Prozent der Bevölkerung. Knapp 93 Prozent der Bevölkerung lebten in urbanen Regionen.
| Zensusjahr | Einwohnerzahl |
| ---------- | ------------- |
| 2011       | 485.688       |
| 2016       | 548.620       |